# Parkway Drive
Parkway Drive (transkr. Parkvej drajv) australijska je metalkor grupa iz Bajron Beja.

## Članovi

### Sadašnji
- Vinston Makol — glavni vokal (2003—danas)
- Džef Ling — solo gitara (2003—danas)
- Luk Kilpatrik — ritam gitara (2003—danas)
- Ben Gordon — bubanj (2003—danas)
- Džaja O’Konor — bas-gitara (2006—danas)

### Bivši
- Bret Verstig — bas-gitara, prateći vokal (2003—2004)
- Šon Keš — bas-gitara (2004—2006)

## Diskografija

### Studijski albumi
- (2005)
- (2007)
- (2010)
- (2012)
- (2015)
- (2018)
- (2022)

### izdanja
- (2004)

### Albumi uživo
- (2020)

### Video izdanja
- (2009)

## Nastupi u Srbiji
| Datum        | Mesto    | Prostor                 | Napomene                 | Izv.        |
| ------------ | -------- | ----------------------- | ------------------------ | ----------- |
| 8. jul 2011. | Novi Sad | Petrovaradinska tvrđava | u okviru festivala Egzit | [ 1 ] [ 2 ] |

## Spoljašnje veze
- Zvanični veb-sajt
- na sajtu
- na sajtu
- na sajtu
- na sajtu